# مارکام (واشینگتن)
مارکام (به انگلیسی: Markham) یک منطقهٔ مسکونی در ایالات متحده آمریکا است که در شهرستان گریز هاربر، واشینگتن واقع شده‌است. مارکام ۲٫۹ کیلومتر مربع مساحت و ۱۱۱ نفر جمعیت دارد و ۷ متر بالاتر از سطح دریا واقع شده‌است.